# Columbiana, Alabama
Columbiana je mesto in sedež okrožju Shelby v ameriški zvezni državi Alabama.
Leta 2010 je naselje imelo 4.197 prebivalcev na 39,4 km².